# Rock da Cachorra
"Rock da Cachorra" é uma canção composta por Leo Jaime e originalmente gravada em 1982 por Eduardo Dussek em seu álbum Cantando no Banheiro.
A canção propositalmente leva um ritmo rockabilly dos anos 50. Sua letra, porém cômica, tem um único objetivo: literalmente trazer a consciência de "não compre, adote".
Após ser cantada na voz de Eduardo Dussek, a canção tornou um sucesso repentino, alcançando o topo das paradas musicais na década de 80.
Durante anos, o público acreditava que "Rock da Cachorra" foi composta por Dussek, quando na verdade Leo Jaime escreveu a letra e que também no ano seguinte compôs várias canções para o primeiro LP dos Miquinhos.